# Эйвери, Шон
Шон Эйвери (англ. Sean Avery; род. 10 апреля 1980, Норт-Йорк, Онтарио[…]) — канадский хоккеист, левый крайний нападающий.

## Биография
Как и большинство канадских детей, Эйвери начал заниматься хоккеем в раннем детстве и в 15 лет уже выступал за детскую команду «Мэркхам». В раннем возрасте Шон выделялся среди своих сверстников своим неуступчивым характером и импульсивностью. В детской лиге за 70 игр сезона он набрал 115 очков и 180 штрафных минут. В 1996 году в возрасте 16 лет Шон перешёл в команду «Оуэн Саунд Платтерс» из Хоккейной лиги Онтарио (OHL) и до 1999 года играл в ней, затем играл за команду «Кингстон Фронтенакс».
На драфте НХЛ не выбирался. 21 сентября 1999 года как свободный агент подписал контракт с «Детройт Ред Уингз», но перед этим отыграл 2 сезона в АХЛ за команду «Цинциннати Майти Дакс». За команду «красных крыльев» провёл 75 матчей, набрав 15 очков, выиграл в 2002 году Кубок Стэнли, но его имя не было внесено на Кубок.
11 марта 2003 года был передан в «Лос-Анджелес Кингз». В сезоне 2003/04 Эйвери сыграл 76 матчей и набрал наибольшее количество штрафных минут в лиге (261). Во время локаута в НХЛ сезона 2004/05 сыграл 2 матча за финский клуб «Пеликанс» из СМ-Лиги, позже играл в североамериканской лиге UHL. В сезоне 2005/06 Эйвери второй раз подряд возглавил список штрафников лиги, в 75 матчах он набрал 257 штрафных минут.
Настоящую славу Шон получил, перейдя в «Нью-Йорк Рейнджерс» в 2007 году. После присоединения к «Рейнджерс», он набрал 20 очков в 29 играх. 17 марта в матче против «Бостон Брюинз» Эйвери набрал 4 (1+3) очка. 16 февраля 2008 года в игре против Баффало Сейбрз Эйвери забил гол на 10-й секунде игры, установив рекорд самого быстрого гола, забитого «рейнджером» на домашнем льду.
После окончания сезона 2007/08 Эйвери перешёл в «Даллас Старз». Проведя 23 матча за «Даллас», Эйвери дал очередное скандальное интервью, после чего был дисквалифицирован на 6 матчей «в связи с неприемлемыми публичными комментариями, не связанными с хоккеем».

«Рад вернуться в Калгари. Я люблю Канаду. Хочу лишь сказать, что для парней из НХЛ стало в порядке вещей встречаться с девушками, которых я уже имел».

Генеральный менеджер «Далласа» не стал поддерживать хоккеиста, и решил выгнать его из команды. После того, как Шона дважды выставляли на драфт отказов, его всё-таки забрали обратно «Нью-Йорк Рейнджерс».
В марте 2012 года объявил о завершении карьеры. Однако агент Эйвери опроверг информацию о завершении карьеры, заявив, что игрок пошутил, отвечая на вопрос о завершении карьеры.

## Статистика
```
                                          --- Регулярный сезон ---   ---- Плей-офф ---
Сезон     Команда                   Лига    И    Г    П    О    Шт   И   Г   П   О  Шт
--------------------------------------------------------------------------------------
1996-97  Owen Sound Platers          OHL    58   10   21   31   86   4   1   0   1   4
1997-98  Owen Sound Platers          OHL    47   13   41   54  105  11   1  11  12  23
1998-99  Owen Sound Platers          OHL    28   22   23   45   70  --  --  --  --  --
1998-99  Kingston Frontenacs         OHL    33   14   25   39   88   5   1   3   4  13
1999-00  Kingston Frontenacs         OHL    55   28   56   84  215   5   2   2   4  26
2000-01  Cincinnati Mighty Ducks     AHL    58    8   15   23  304   4   1   0   1  19
2001-02  Cincinnati Mighty Ducks     AHL    36   14    7   21  106  --  --  --  --  --
2001-02  Detroit Red Wings           NHL    36    2    2    4   68  --  --  --  --  --
2002-03  Detroit Red Wings           NHL    39    5    6   11  120  --  --  --  --  --
2002-03  Grand Rapids Griffins       AHL    15    6    6   12   82  --  --  --  --  --
2002-03  Los Angeles Kings           NHL    12    1    3    4   33  --  --  --  --  --
2002-03  Manchester Monarchs         AHL    --   --   --   --   --   3   2   1   3   8
2003-04  Los Angeles Kings           NHL    76    9   19   28  261  --  --  --  --  --
2004-05  Pelicans                  SM-Liga   2    3    0    3   26  --  --  --  --  --
2004-05  Motor City Mechanics        UHL    16   15   11   26  149  --  --  --  --  --
2005-06  Los Angeles Kings           NHL    75   15   24   39  257  --  --  --  --  --
2006-07  Los Angeles Kings           NHL    55   10   18   28  116  --  --  --  --  --
2006-07  New York Rangers            NHL    29    8   12   20   58  10   1   4   5  27
2007-08  New York Rangers            NHL    57   15   18   33  154   8   4   3   7   6
2008-09  Dallas Stars                NHL    23    3    7   10   77  --  --  --  --  --
2008-09  Hartford Wolf Pack          AHL     8    2    1    3    8  --  --  --  --  --
2008-09  New York Rangers            NHL    18    5    7   12   34   6   0   2   2  24
2009-10  New York Rangers            NHL    69   11   20   31  160  --  --  --  --  --
2010–11  New York Rangers 	         NHL    76 	  3   21   24  174   4 	 0   1 	 1  12
2011–12  New York Rangers 	         NHL    15 	  3    0    3 	21  --  --  --  --  --
--------------------------------------------------------------------------------------
         NHL Totals                        580   90  157  247 1533  28   5  10  15  69

```

## Интересные факты
В 2005 году снялся в канадском фильме «Ракета № 9» в роли Боба «Убийцы» Дилла — игрока команды НХЛ Нью-Йорк Рейнджерс 50х годов.

## Личная жизнь
Встречался с канадской актрисой Элишей Катберт.
В мае 2011 года Эйвери записал видео для жителей Нью-Йорка за равенство брака, где он заявил, что является сторонником однополых браков.
В ноябре 2013 года объявил о своей помолвке с американской моделью Хилари Родой. 10 октября 2015 года они поженились.

## Репутация
Эйвери — известный провокатор. Опрос игроков НХЛ 2007 года показал, что для 2/3 из них Эйвери является самым ненавистным хоккеистом лиги. Среди его арсенала удары исподтишка, пустые угрозы и оскорбления, атаки на вратарей. Поведение Эйвери вынудило НХЛ менять правила, а также ссылаться для его наказания на общие законы лиги за неимением конкретных.